# U-критерій Манна-Уітні
U-критерій Манна-Уітні (англ. Mann — Whitney U-test) — непараметричний статистичний критерій, що використовується для оцінки різниці між двома вибірками за рівнем будь-якої ознаки, виміряної якісно. Дозволяє виявити відмінності в значенні параметра між малими вибірками.
Інші назви: критерій Манна — Уітні — Уілкоксона (англ. Mann — Whitney — Wilcoxon, MWW), критерій суми рангів Уілкоксона (англ. Wilcoxon rank — sum test) або критерій Уілкоксона — Манна — Уітні (англ. Wilcoxon — Mann — Whitney test).

## Історія
Цей метод виявлення відмінностей між вибірками був запропонований у 1945 році Френком Уілкоксоном (F. Wilcoxon). У 1947 році він був істотно перероблений і розширений Г. Б. Манном (H. B. Mann) і Д. Р. Уітні (D. R. Whitney), на честь яких сьогодні зазвичай і називається.

## Опис критерію
Простий непараметричний критерій. Потужність критерію вища, ніж у Q -критерію Розенбаума.
Цей метод визначає, чи досить мала зона значень, що перехрещуються, між двома рядами (ранжованим рядом значень параметра в першій вибірці і таким же в другій вибірці). Чим менше значення критерію, тим імовірніше, що відмінності між значеннями параметра у вибірках достовірні.

## Обмеження застосованості критерію
1. У кожній з вибірок повинно бути не менше 3 значень ознаки. Допускається, щоб в одній вибірці були два значення, але в другій тоді не менше п'ять.
2. У вибіркових даних не повинно бути збігів значень (усі числа — різні) або таких збігів повинно бути дуже мало.

## Використання критерію
Для застосування U-критерію Манна — Уітні треба зробити такі операції:
1. Скласти єдиний ранжований ряд з обох вибірок, що зіставляються, розставивши їхні елементи за мірою наростання ознаки і приписавши меншому значенню менший ранг. Загальна кількість рангів вийде рівною:
{\displaystyle N=n_{1}+n_{2},}
де {\displaystyle n_{1}} — кількість одиниць в першій вибірці, а {\displaystyle n_{2}} — кількість одиниць в другій вибірці.
2. Розділити єдиний ранжований ряд на два, що складаються відповідно з одиниць першої і другої вибірок. Підрахувати окремо суму рангів, що припали на долю елементів першої вибірки, і окремо — на долю елементів другої вибірки. Визначити більшу з двох рангових сум ({\displaystyle T_{x}}), таку, що відповідає вибірці з {\displaystyle n_{x}} одиниць.
3. Визначити значення U -критерію Манна — Уітні за формулою:
{\displaystyle U=n_{1}\cdot n_{2}+{\frac {n_{x}\cdot (n_{x}+1)}{2}}-T_{x}.}
4. За таблицею для обраного рівня статистичної значущості визначити критичне значення критерію для даних {\displaystyle n_{1}} і {\displaystyle n_{2}}. Якщо набуте значення {\displaystyle U} менше табличного або дорівнює йому, то визнається наявність істотної відмінності між рівнем ознаки в даних вибірках (приймається альтернативна гіпотеза). Якщо ж набуте значення {\displaystyle U} більше за табличне, приймається нульова гіпотеза. Достовірність відмінностей тим вище, чим менше значення {\displaystyle U}.
5. При справедливості нульової гіпотези критерій має математичне сподівання {\displaystyle M(U)={\frac {n_{1}\cdot n_{2}}{2}}} і дисперсію {\displaystyle D(U)={\frac {n_{1}\cdot n_{2}\cdot (n_{1}+n_{2})}{12}}} і при достатньо великому об'ємі вибіркових даних {\displaystyle (n_{1}>19,\;n_{2}>19)} розподілений практично нормально.

## Автоматичний розрахунок U-критерію Манна— Уітні
- Автоматичний розрахунок U-критерію Манна — Уітні [Архівовано 6 листопада 2018 у Wayback Machine.] (англ.)

## Таблиця критичних значень
- Таблиця критичних значень U-критерію Манна — Уітні(рос.)
- Critical Values for the Mann — Whitney U-Test. [Архівовано 16 лютого 2010 у Wayback Machine.](англ.)